# ハッサン・ディアブ (社会学者)
ハッサン・ディアブ（アラビア語: حسن دياب、アラビア語ラテン翻字: Hassan Diab、1953年11月20日 – ）は、カナダの社会学者。オンタリオ州オタワのカールトン大学で社会学教授を務めた。
1980年パリのシナゴーグ爆破への関与疑いで、2008年にフランスが引渡し要求を行った。長期間の引渡し審理後の2011年6月6日、カナダの引き渡し担当の裁判官は「複雑で、非常に入り組んでいる。疑わしいという結論になる」と説明し、「公正な裁判の下では、有罪判決は見込まれない」と述べた。しかしながら裁判官は、カナダの引渡し法の解釈上では、ディアブ氏を引渡しに委ねる以外に選択肢がないと述べた。
2012年4月4日、法務大臣ロブ・ニコルソンは、ディアブをフランスへ引渡すよう命じた。オンタリオ州控訴裁判所に対するディアブの控訴は棄却され、カナダ最高裁判所は事件の審理を拒否した。2014年11月14日、ディアブはカナダからフランスに送還され、捜査が続く3年2か月の間、投獄された。
その後、フランスの反テロ担当の裁判官は、ディアブが爆破事件の際にレバノンにいたとの証言と、ディアブがベイルートで試験を受けて合格したことを示す大学の記録を明らかにした。反テロ担当の裁判官は電子監視下での釈放を8度命令したが、これらはすべて検察官の異議申し立てによって、控訴裁判所によって覆された。2018年1月12日、フランス当局は、証拠の欠如を理由に、ディアブに対するすべての告発を取り下げた。ディアブは1月14日にカナダに帰国。1月17日、ディアブはオタワの支援委員会とともに、アムネスティ・インターナショナルのカナダ事務所で記者会見を行った。彼は2023年に終身刑を宣告されました。

## 生い立ちと教育
ディアブはレバノンで生まれ、ベイルート・アメリカン大学で社会学を学んだ。米ニューヨーク州シラキュースのシラキュース大学で博士号を取得。1993年にカナダの市民権を取得し、2006年にオタワに移った。二重国籍を保持している。

## 逮捕
2008年11月13日、王立カナダ騎馬警察はディアブを逮捕した。容疑は1980年パリのシナゴーグ爆破への関与であり、フランス当局による犯罪人引渡しの要請によるものであった。フランス当局によると、ディアブは駐車したオートバイのサドルバッグに隠した約10キログラムの爆発物を爆破し、死者4人と十数人の負傷者を出した爆発事件に関与したとし、殺人の容疑がかけられた。
ディアブはすべての容疑を否定した。ディアブの弁護人は逮捕について「誤った身元確認」であり、ディアブは1980年当時、フランスに入国していないと述べた。ディアブの友人や同僚、元教授らは、ディアブの逮捕のニュースについてショックと困惑を表明した。ディアブの論文指導者で、紛争解決の著名な学者であったルイス・クリーズバーグ博士は、ディアブが反ユダヤ主義であることを決して知らなかったと述べ、このニュースについて「信用できない」と述べた。

## 教員契約の終了
2009年7月上旬、ディアブはオンタリオ州オタワのカールトン大学で社会学入門の夏季課程教員として雇用された。その後、保釈公聴会がカールトン大学によるディアブの雇い入れおよび学生への指導を明らかにすると、その翌日の7月28日、非政府組織ブナイ・ブリス・カナダはカールトン大学によるディアブの雇い入れを非難する声明を発表した。
大学職員がディアブの採用に何の問題もないと信じていることは嘆かわしい。（ユダヤ人の）コミュニティ全体、特にカールトン大学のキャンパスの安全とセキュリティは、私たちにとって大きな関心事である。
トロントに拠点を置くブナイ・ブリスの全国事務所は、カールトン大学の行動を非難する声明を発表した。またオタワに拠点を置くブナイ・ブリスのメンバーは、カールトン大学に直接電話して苦情を申し立てた。
カールトン大学はカナダ放送協会の取材に対しディアブが教員として課程指導していることを認めた。同日、大学関係者はディアブの契約解除と人員の交代を発令し、「学生が学問を学ぶ上で安定的で生産的な学術環境の提供するため」にディアブを交代したと述べた。ブナイ・ブリス副代表フランク・ディマントは「大学は正しい措置をとった」と、カールトン大学の方針転換を支持した。
カールトン大学の一部教授は、ディアブの解雇は大学側の契約義務違反であると述べ、ディアブの支持を示した。カナダ大学教員協会はカールトン大学当局の対応を非難するプレスリリースを発表した。

## 証拠
ドイツの情報機関が犯行グループの元メンバーから入手した情報に基づき、フランス当局はディアブがパレスチナ解放人民戦線のメンバーであり、同グループに爆発事件の責任があると主張した。引渡し請求のため2009年4月に開示された証拠には、爆発事件後まもなく作成された2枚の似顔絵が含まれていた。事件の数年後にディアブがシラキュース大学に在籍していたため、このときのものがディアブの自筆サンプルとして筆跡鑑定の対象となった。この自筆サンプルは「アレクサンドル・パナドリユ」名義で残されたパリのホテルの宿泊カードの筆跡と比較された。フランスのある専門家は、自筆サンプルは間違いなくディアブのものであるとしたが、筆跡を変える努力が見えるとした。別のフランスの専門家は、ディアブが宿泊カードに名前を記入した可能性があると述べた。
2009年10月、ディアブの弁護人はカナダ、アメリカ、フランス、イギリスの専門家が作成した数件の報告書を、カナダの裁判所に提出した。また弁護人は、開示された証拠と、機密情報およびそれらが有している「本質的な機密と非開示情報」の違いを説明するための情報専門家を用意していることを裁判所に通知した。さらにイギリスのトップクラスの筆跡鑑定家は、フランス当局によって提出された証拠を「明らかに間違っている」と指摘した。カナダ検事局は、フランスの代わって、筆跡鑑定における自筆サンプルの証拠性を否定し、別の意見を収集するための時間を裁判所に要求した。ディアブの弁護人は、筆跡鑑定に使用された自筆サンプルがディアブによるものでないことを示し、この証拠は撤回された。
報告は2009年12月の証拠審問の対象であり、審理の最後に、裁判官は　筆跡鑑定の専門家4名全員の報告書を認める判断を下し、引渡し審理において専門家2名を上限として証言することを認めた。一方で検事局には、希望すれば筆跡鑑定の専門家4人全員に対して反対尋問する権利が認められた。弁護側は証拠に関する情報機関の問題について、トロント大学の法学教授ケント・ローチを引渡し審理における証人とした。ケント・リーチ教授は2009年11月24日および25日にオタワで、情報機関による情報を証拠として採用することの信頼性について証言した。

## 引渡し審理
引渡し審理は当初、2010年1月に開始する予定であった。しかしながら2009年12月18日、検事総長は弁護側の証拠について再調査するため、審理の延期を要求した。これにより、引渡し審理の開始は2010年6月となった。担当の裁判官は、証拠の速やかな取り調べを開始したいと述べ、フランス政府による証拠書類提出の遅れに嫌悪感を示した。当初の引渡し審理は2010年11月8日開始の予定であった。
引渡し審理は2010年6月14日開始で予定されていたが、ディアブ弁護側が示した「フランス当局が出した2件の筆跡鑑定には信頼性がないという証拠」について、5月17日にフランス側が否認したため、審理はさらに延期された。検事局は代わりに、3人目の筆跡鑑定家による証拠をフランス当局に依頼することを計画した。そして3人目の筆跡鑑定家は、ディアブがホテル宿泊カードの記入者であるという「非常に強い推定」を発見した。弁護側の筆跡鑑定の専門家であるケント・ローチは、パリの司法当局者がさらなる証拠を収集するための時間稼ぎを要求していることについて、フランス政府を「足を引っ張っているだけ」「チェリー・ピッキングの証拠」「ブーストトラップ」と非難した。ディアブの弁護人は、検事局の新しい計画について「確実にスキャンダラスである」と言及した。そして弁護人は続けて「11時59分に筆跡鑑定の証拠一式を撤回した上で、新しい証拠品に差し替えたようなものだ」と述べた。
最初に提出した2件の証拠を元王立カナダ騎馬警察文書鑑定専門官を含む4人の筆跡鑑定家によって否定されたことが決まったに関わらず、再度フランス当局が審理継続のために新たな筆跡鑑定を持ち出してきたとして、ディアブの弁護人はフランス東京を非難した。2010年12月6日、裁判長は弁護側に追加3名の筆跡鑑定家の証言を許可したが、最終的な審判をする上で必ずしもそれを重要視するわけではないと述べた。
2010年12月13日、フランスの新しい3人目の筆跡鑑定家アン・ビソッティが作成した報告書について、弁護側は元王立カナダ騎馬警察法医学文書鑑定官ブライアン・リンドブロムが証言を行った。リンドブロムは検事局が提出した新たな報告書について「混乱を招きやすく、理解しづらい」と述べ、マルク・トレヴィディック判事が筆跡鑑定家アン・ビソッティに指示した仕事内容を批判した。リンドブロムは「トレヴィディック判事はビソッティに対して、『彼（ディアブ）が確かに（ホテル宿泊カードの）記入者なのか、そうでないのかを推定する』ために分析を行うよう指示した。だが自筆サンプルがディアブ自身のものであるかどうかを客観的に考慮する余地が入っておらず、ディアブが自筆サンプルの作成者であることを前提にしていると推定される」「（ビソッティへの）指示は客観的な証拠を不要とするようなデザインになっている」と述べた。フランス側は、過去に弁護側が「信頼性がない」とした2件の証拠を取り下げた上で、アン・ビソッティの筆跡鑑定を裁判所に提出した。

### 判決
2011年6月6日、ロバート・マランジャー裁判官はフランスへの引渡しのために、「遺憾ながら」保釈を認める管轄権がないと述べた。保釈審問が行われるまでの間、ディアブの勾留が決定した。マランジャー裁判官は、ディアブに対する証拠は「弱い」としつつも、フランスは一応の「疎明責任」を行ったとし、カナダはフランスがディアブに公正な裁判を与えることを期待しなければならないと述べた。2011年4月4日、ロブ・ニコルソン法務大臣はディアブをフランスに引渡すことを命じ、テロ爆破事件の容疑者として扱われることになった。ディアブの弁護士は控訴したが、2014年5月、オンタリオ州控訴裁判所は引渡し命令を認め、大臣の判決は「合理的」であり、フランスでの裁判のために引渡しをしなければならないと述べた。
2014年11月13日、カナダ最高裁判所はディアブの上告を棄却した。これによりディアブは、1980年の爆破事件の主たる容疑者として、フランス法務当局による取り調べのため11月14日にフランスへ引渡しされた。
ディアブはパリ南部にあるフルーリー＝メロジ刑務所に収監されたが、裁判の開廷は未定であった。2014年12月、オタワ・シティズン紙は「ディアブはフランスの治安判事により、パリに到着した当日に正式に起訴された。フランスがこのまま裁判を進行する場合、開廷までには少なくとも18か月の調査が必要となる見込みである」と報じた。2016年5月17日、フランスの裁判官はディアブを刑務所から保釈することを認めたが、監視装置の着用と、1日3時間までという条件付きであった。検察は保釈について控訴した。

### 釈放
フランスの裁判官はディアブに対する告発の取り下げを決定し、直後の2018年1月13日に刑務所から釈放された。ディアブは2018年1月15日、外交官の手配によりアイスランドを経由してカナダのオンタリオ州オタワに帰国した。彼は当初釈放の身であったが、検察が控訴したため、フランスに留まるよう命じられていた。

## その他
国際法の教授や、ディアブの代理人を務めたドナルド・ベインらの弁護士団は、ディアブの一件をカナダの引渡し法の欠陥の一例として言及している。2018年5月、アムネスティ・インターナショナルとブリティッシュコロンビア市民自由協会は合同でカナダ連邦政府に対し、引渡し審理中のカナダ当局者の行動を含む、ディアブのフランへの引渡しに関する徹底的かつ独立した調査を開始するよう求めた。
2018年、ジョディ・ウィルソン＝レイボルド法務大臣は、ディアブの引渡しに関する再調査を命じた。また外部調査を実施するためにマレー・シーガルが任命された。シーガルの調査結果はウィルソン＝レイボルドの後任であるデイヴィッド・ラメッティ法務大臣に引き継がれ、その数か月後の2019年5月に公表された。この調査により、カナダの検察官による不正行為は否定されたが、引渡しに関するプロセスを改善するための勧告も行われた。ディアブの弁護士であるドナルド・ベインは、この調査を「取り繕い」と呼んだ。